# Karjala Cup 2005
Hokejový turnaj byl odehrán od 10.11.2005 - do 13.11.2005 v Helsinkách. Utkání Švédsko - Česko bylo odehráno v Jonkopingu.

## Výsledky a tabulka
|    |         | FIN    | SWE     | RUS    | CZE   | V | VP | PP | P | Skóre | B |
| 1. | Finsko  | Finsko | 2:1     | 3:2 SN | 2:6   | 1 | 1  | 0  | 1 | 7:9   | 5 |
| 2. | Švédsko | 1:2    | Švédsko | 3:2 PP | 6:3   | 1 | 1  | 0  | 1 | 10:7  | 5 |
| 3. | Rusko   | 2:3 SN | 2:3 PP  | Rusko  | 5:3   | 1 | 0  | 2  | 0 | 9:9   | 5 |
| 4. | Česko   | 6:2    | 3:6     | 3:5    | Česko | 1 | 0  | 0  | 2 | 12:13 | 3 |

 Finsko -  Rusko 3:2  SN  (0:0, 0:1, 2:1 - 0:0, 1:0) Zpráva
10. listopadu 2005 - Helsinky
- Branky  Finsko: 55. Söderholm, 56. Voutilainen, rsn. Kallio
- Branky  Rusko: 26. Krivokrasov, 53. Michnov.
- Rozhodčí: Christer Lärking (SWE) - Antti Orelma, Stefan Fonselius (FIN)
- Vyloučení: 4:6 (0:0)
- Diváků: 6 145

Finsko: Norrena - Kukkonen, Lehtonen, Kiprusoff, Niemi, Nummelin, Söderholm, Puistola - Hentunen, Kontiola, Pärssinen - Kallio, Voutilainen, Laakkonen - Salmelainen, Hauhtonen, Kuhta - Vertala, Hahl, Louhi.
Rusko: Sokolov - Kolcov, Vyšedkevič, Žukov, Mišarin, Chomickij, Černov, Vorobjov, Koroljov - Morozov, Jemelejev, Semin - Antipov, Taratuchin, Michnov - Krivokrasov, Nikulin, Mozjakin - Simjakov, Gladskich, Čistov.

 Švédsko -  Česko 6:3 (1:3, 3:0, 2:0) Zpráva
10. listopadu 2005 - Jönköping
- Branky  Švédsko: 11. Berglund, 24. Hannula, 30. Boumedienne, 31. Berglund, 55. A. Johansson, 58. Ragnarsson
- Branky  Česko: 10. Petr Ton, 13. Miloslav Hořava, 15. Miloslav Hořava
- Rozhodčí: Sergej Karabanov (RUS) - Per Svensson, Fredrik Ulriksson (SWE)
- Vyloučení: 7:7 (2:2, 0:1)
- Diváků: 6 944

Švédsko: Liv - Petrasek, Ragnarsson, M. Johansson, Oduya, Hallberg, Boumedienne, K. Jönsson - Hannula, Davidsson, Lundqvist - Wallin, A. Karlsson, Berglund - Eriksson, A. Johansson, Emwall - Kahnberg, J. Jönsson, Melin - (41. Ledin).
Česko: Milan Hnilička - Jan Novák, Pavel Kolařík, Miroslav Blaťák, Robert  Kántor, Jan Hejda, Martin Ševc, Petr Čáslava, František Ptáček - Petr Tenkrát, Michal Broš, Jaroslav Hlinka - Václav Novák, Jiří Burger, Tomáš Vlasák - Petr Ton, Jaroslav Kalla, Václav Pletka - Petr Hubáček, Václav Skuhravý, Miloslav Hořava  - (41. Tomáš Rolinek).

 Finsko -  Česko 2:6 (2:2, 0:3, 0:1) Zpráva
12. listopadu 2005 - Helsinky
- Branky  Finsko: 7. Kukkonen, 19. Hentunen
- Branky  Česko: 7. Jiří Burger, 16. Jaroslav Kalla, 27. Václav Skuhravý, 39. Jaroslav Hlinka, 40. Jaroslav Kalla, 57. Tomáš Rolinek
- Rozhodčí: Sergej Karabanov (RUS) - Seppo Lindroos, Antti Hämäläinen (FIN)
- Vyloučení: 8:11 (1:0)
- Diváků: 11 885

Finsko: Wiikman (41. Norrena) - Kukkonen, Lehtonen, Nummelin, Kiprusoff, Niemi, Puistola - Hentunen, Hahl, Pärssinen - Kallio, Voutilainen, Kuhta - Salmelainen, Hauhtonen, Vertala - Louhi, Kontiola, Uhlbäck - (41. Valtonen).
Česko: Milan Hnilička (21. Marek Pinc) - Jan Novák, Pavel Kolařík, Robert Kántor, Miroslav Blaťák, Martin Ševc, Jan Hejda, František Ptáček, Petr Čáslava - Petr Tenkrát, Michal Broš, Jaroslav Hlinka - Miloslav Hořava, Jiří Burger, Václav Novák - Petr Ton, Tomáš Vlasák, Petr Hubáček - Tomáš Rolinek, Václav Skuhravý, Jaroslav Kalla.

 Rusko -  Švédsko 2:3 PP (0:0, 1:0, 1:2 - 0:1) Zpráva
12. listopadu 2005 - Helsinky
- Branky  Rusko: 23. Gladskich, 55. Taratuchin
- Branky  Švédsko: 56. Melin, 58. Kahnberg, 62. Hannula
- Rozhodčí: Sami Partanen - Jussi Terho, Mikko Kekäläinen (FIN)
- Vyloučení: 10:6 (1:1)
- Diváků: 5 531

Rusko: Zvjagin - Žukov, Černov, Kolcov, Vyšedkevič, Chomickij, Mišarin, Koroljov, Vorobjov - Antipov, Taratuchin, Michnov - Morozov, Jemelejev, Semin - Krivokrasov, Nikulin, Mozjakin - Simakov, Gladskich, Čistov.
Švédsko: Holmqvist - Boumedienne, K. Jönsson, M. Johansson, Oduya, Petrasek, Ragnarsson, Hallberg - Kahnberg, J. Jönsson, Ledin - Wallin, A. Karlsson, Berglund - Hannula, Davidsson, Lundqvist - Melin, A. Johansson, Emwall.

 Česko -  Rusko 3:5 (1:3, 1:1, 1:1) Zpráva
13. listopadu 2005 - Helsinky
- Branky  Česko: 19. Robert Kántor, 39. Petr Tenkrát, 51. Ladislav Kohn
- Branky  Rusko: 9. Jemelejev, 12. Taratuchin, 13. Mozjakin, 38. Michnov, 47. Žukov
- Rozhodčí: Jyri Rönn - Mikko Kekäläinen, Juha Kautto (FIN)
- Vyloučení: 6:4 (1:0)
- Diváků: 3 000

Česko: Marek Pinc - Jan Novák, Miroslav Blaťák, Robert Kántor, Jan Hejda, Martin Ševc, Petr Čáslava, František Ptáček - Petr Tenkrát, Michal Broš, Ladislav Kohn - Miloslav Hořava, Jaroslav Hlinka, Václav Novák - Petr Hubáček, Tomáš Vlasák, Petr Ton - Tomáš Rolinek, Václav Skuhravý, Jaroslav Kalla.
Rusko: Sokolov - Žukov, Černov, Vyšedkevič, Chomickij, Mišarin, Koroljov, Vorobjov - Antipov, Taratuchin, Michnov - Morozov, Jemelejev, Semin - Krivokrasov, Nikulin, Mozjakin - Simakov, Gladskich, Čistov.

 Finsko -  Švédsko 2:1 (2:0, 0:1, 0:0) Zpráva
13. listopadu 2005 - Helsinky
- Branky  Finsko: 9. Hahl, 15. Salmelainen
- Branky  Švédsko: 30. Emwall.
- Rozhodčí: Sergej Karabanov (RUS) - Stefan Fonselius, Antti Hämäläinen (FIN)
- Vyloučení: 8:6 (2:0) navíc Boumedienne (SWE) na 10 min.
- Diváků: 10 788

Finsko: Norrena - Kukkonen, Lehtonen, Nummelin, Niemi, Puistola, Malmivaara - Hentunen, Hahl, Pärssinen - Kallio, Voutilainen, Louhi - Salmelainen, Hauhtonen, Kuhta - Valtonen, Kontiola, Uhlbäck - Vertala.
Švédsko: Liv - Petrasek, Ragnarsson, M. Johansson, Oduya, Boumedienne, K. Jönsson, Hallberg - Hannula, Davidsson, Lundqvist - Wallin, A. Karlsson, Berglund - Kahnberg, J. Jönsson, Melin - Emwall, J. Eriksson, Ledin - T. Eriksson.